# يانغ جونغ أ
يانغ جونغ أ (بالكورية: 한국어)‏ ولدت في 25 يوليو 1971 في كوريا الجنوبية. هي ممثلة كورية جنوبية.

## روابط خارجية
- يانغ جونغ أ على موقع IMDb (الإنجليزية)
- يانغ جونغ أ على موقع قاعدة بيانات الفيلم (الإنجليزية)